# Martin Guerre
Martin Guerre (Hendaye, 1525 – ante 1594) fu un contadino francese vissuto nel XVI secolo, protagonista di un famoso caso di furto d'identità.
Originario del Labourd, la sua famiglia si trasferì quando lui era piccolo ad Artigat, in Linguadoca; dopo esservisi sistemati, qui sposò Bertrande de Rols e da lei ebbe un figlio. Successivamente, Martin abbandonò la famiglia per diversi anni andando in Spagna. Durante la sua assenza un uomo finse di essere lui e tornò nel paese, vivendo per tre anni con sua moglie. Tuttavia, sospettato e accusato di essere un impostore, venne portato a processo dove fu scoperto essere in realtà Arnaud du Tilh; al tempo stesso ritornò il vero Martin Guerre, che riprese il proprio posto di capofamiglia.
Il caso suscitò clamore e interesse nella Francia dell'epoca e, dalle vicende, furono tratte diverse opere letterarie. Nel 1983 è stato realizzato un film intitolato Il ritorno di Martin Guerre.

## Biografia

### La vita prima della partenza

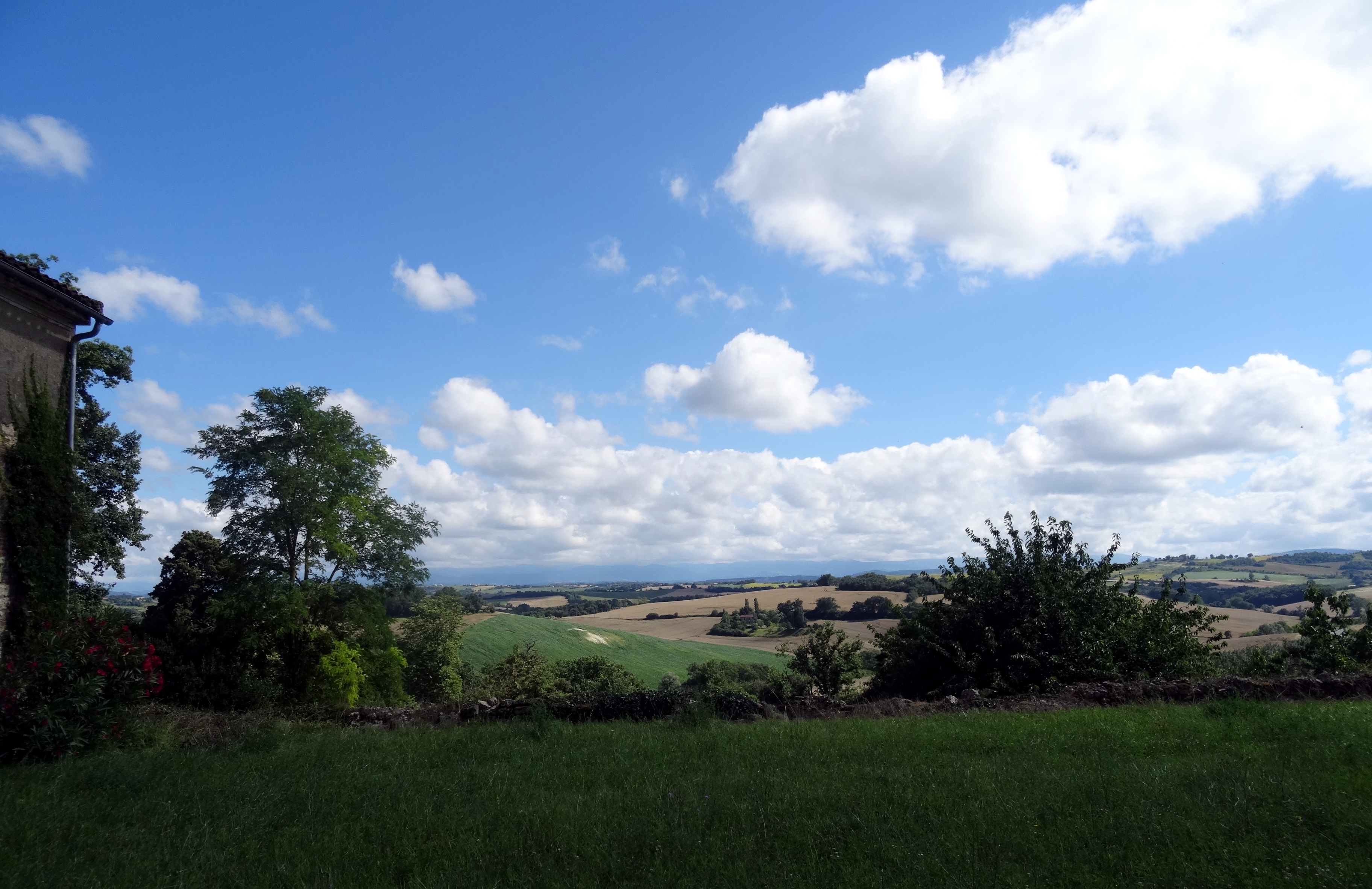
Veduta dell'Ariège, attuale dipartimento corrispondente alla contea di Foix

Martin Daguerre nacque attorno al 1525 a Hendaye, nei paesi baschi francesi. Nel 1527 il padre Sanxi e lo zio Pierre, assieme a Martin e sua madre, si trasferirono al di là dei Pirenei, nel villaggio di Artigat; situato nella contea di Foix, amministrativamente però dipendeva dalla diocesi di Rieux. Qui cambiarono il loro cognome in Guerre, impiantarono una fornace per mattoni e raggiunsero una certa prosperità. Sanxi ebbe altri quattro figli, tutte femmine, mentre Pierre si sposò.
Nel 1538, quando aveva circa quattordici anni, Martin sposò Bertrande de Rols, di una benestante famiglia locale; anche lei era molto giovane e probabilmente aveva la stessa età. Per lungo tempo la coppia non ebbe figli; la situazione era imbarazzante e Martin venne ritenuto vittima di maleficio. Bertrande però si rifiutò sempre di separarsi dal marito: infatti, la mancata consumazione del matrimonio permetteva il divorzio, ma la giovanissima ragazza non cedette alle pressioni dei parenti, che presumibilmente avrebbero voluto farla risposare. Dopo otto anni venne consultata una guaritrice, che prescrisse un preciso rituale al fine di liberare Martin dal sortilegio. In seguito a esso Martin e Bertrande riuscirono ad avere un figlio, che chiamarono Sanxi.
Nel 1548, alla probabile età di 23 anni, venne accusato di aver rubato del grano da suo padre; secondo la storica statunitense Zemon Davis, questo furto scaturì probabilmente da dinamiche conflittuali interne alla famiglia: Martin avrebbe avuto degli attriti nella relazione con suo padre, che abitava con lui nella stessa casa. A ogni modo, per limitare il disonore dell'incresciosa accusa, decise di lasciare il villaggio e abbandonare Bertrande e il piccolo Sanxi, il quale doveva avere soltanto qualche mese.

### Martin e Bertrande dopo la separazione

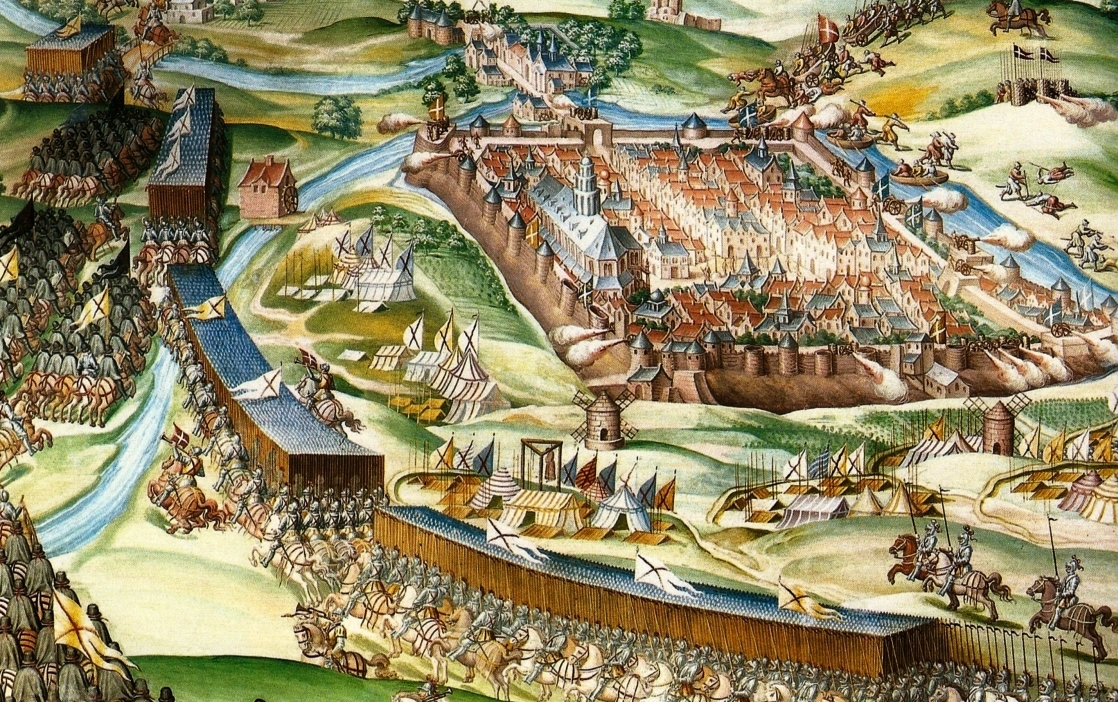
L'assedio di San Quintino, al quale partecipò Martin Guerre

Martin allora si diresse a Burgos, all'epoca il più importante centro mercantile della Castiglia, mettendosi al servizio del cardinale Francisco Mendoza Bobadilla. Da qui passò al seguito del fratello Pedro e, in seguito, venne reclutato nell'esercito spagnolo. Martin fu poi spedito nei Paesi Bassi asburgici dove, il 10 agosto 1557, partecipò alla battaglia di San Quintino; ferito a una gamba da un colpo di archibugio, l'arto dovette essere amputato e sostituito da una protesi in legno. Il re Filippo II di Spagna ricompensò Martin dei suoi servigi sistemandolo in qualità di fratello laico in una delle case del prestigioso ordine militare di San Giovanni di Gerusalemme.
La sparizione di Martin, membro importante della comunità locale, fu un fatto inquietante per l'intero villaggio e un grosso scandalo per la sua famiglia. I genitori morirono senza sapere più nulla su di lui; il padre Sanxi tuttavia lo perdonò, nominandolo erede nel suo testamento. In sua assenza, lo zio Pierre divenne amministratore temporaneo e tutore delle sorelle.
Per Bertrande fu una catastrofe. Da moglie rispettabile dovette tornare a vivere assieme alla madre: Pierre Guerre infatti, rimasto vedovo, sposò sua madre, anch'essa vedova, al fine di rinsaldare i legami familiari. Bertrande non era rimasta vedova e al tempo stesso era priva di un marito; in questa maniera si vedeva ridurre drasticamente i propri spazi di autonomia. Non le era permesso risposarsi finché non fosse stata attestata la morte di Martin, né cercò mai di aggirare la legge, preferendo accudire il figlio, assistita dalle cognate.

### La comparsa del "nuovo Martin"

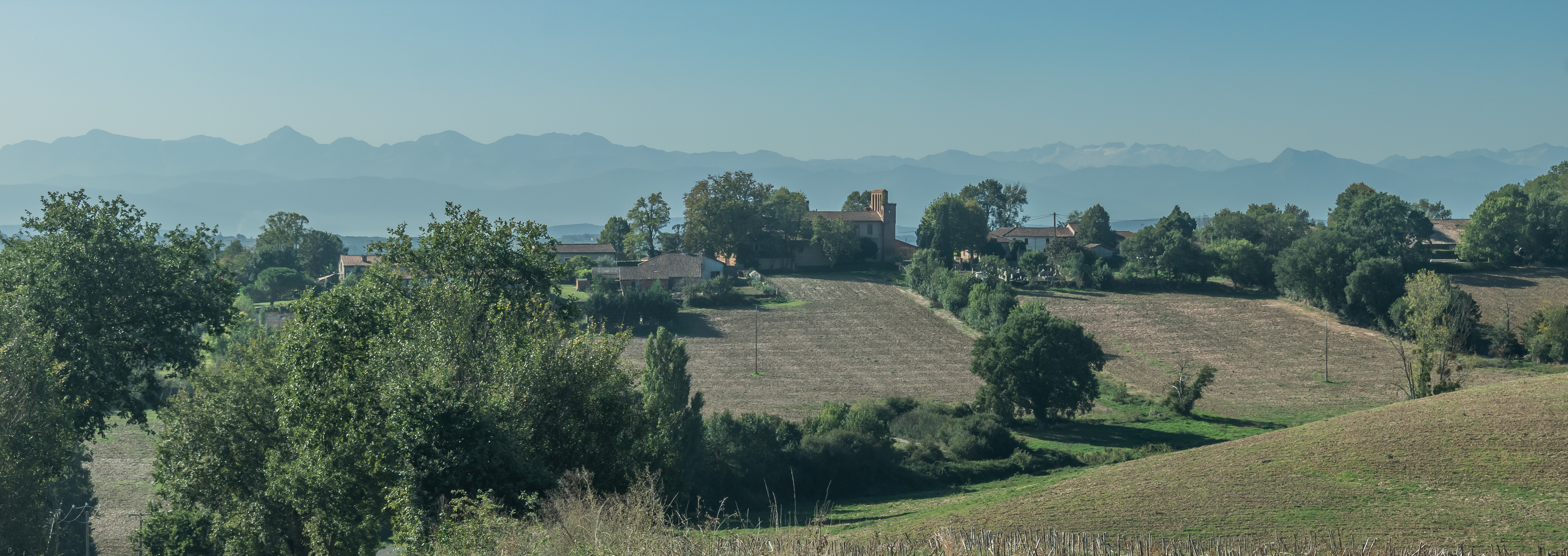
Sajas, villaggio di provenienza di Arnaud du Tilh

La svolta nella vicenda si ebbe nell'estate del 1556, quando un uomo arrivò ad Artigat sostenendo di essere Martin Guerre. In realtà, come si scoprì più tardi, era Arnaud du Tilh, proveniente da Sajas.
Sajas, villaggio della diocesi di Lombez situato nella regione del Comminges, era non molto distante da Artigat. Qui Arnaud era conosciuto come Pansette, ovvero "pancetta"; coetaneo di Martin, anch'egli era di famiglia contadina, ma conduceva una vita dissoluta e in gioventù commise qualche furtarello. In seguito si arruolò nell'esercito francese e venne spedito in Piccardia.
Ritornato dal Nord nel 1553, in occasione di una sosta a Mane incontrò Dominique Pujol e Pierre du Guilhet, due amici di Martin Guerre che lo scambiarono proprio per il contadino di origini basche. Arnaud, di cui non abbiamo prove di un suo incontro con Martin, incominciò a informarsi sulle vicende e sul passato di quell'uomo scomparso, fino a raccogliere anche i più minimi dettagli. Decise dunque consapevolmente di assumere la sua identità, ma non si recò immediatamente ad Artigat. Preferì fermarsi nella locanda di un paese vicino, dove affermò di essere Martin Guerre.
La voce arrivò per prima alle sorelle, che si precipitarono alla locanda, dove lo riconobbero con gioia; furono seguite da Bertrande, che inizialmente riluttante, lo baciò dopo che lui le rievocò ricordi ben precisi. Infine, anche Pierre giunse ad accoglierlo; nonostante ciò il nuovo Martin non si recò subito ad Artigat, ma rimase fermo alla locanda dove doveva riprendersi da una malattia. Una volta giunto al villaggio, fu accolto da tutti come il vero Martin: sicuro nell'impersonare quel ruolo, salutava per nome i compaesani senza insinuare dubbi di sorta.
Nonostante una forte somiglianza, alcune differenze separavano comunque Arnaud dal vero Martin: ad esempio il linguaggio, dacché la parlata dei Guerre era connotata dalle loro origini basche; ma soprattutto risultava più tarchiato rispetto al contadino slanciato che aveva lasciato Artigat. Nonostante ciò, riuscì a ingannare tutti grazie all'estrema precisione dei ricordi (a Bertrande confessò addirittura dove aveva riposto un paio di calzettoni bianchi) e comunque era considerato normale che un uomo si appesantisse con l'età.

### La nuova vita coniugale di Bertrande
Bertrande accolse l'impostore come il suo vero marito. Secondo Zemon Davis doveva essere complice di Arnaud, poiché è impossibile credere che l'abbia realmente scambiato per Martin. In questo modo la coppia "inventò" un matrimonio, sancito dal rapporto effettivo, ma dalla posizione pericolosa: infatti Bertrande sarebbe stata accusata di bigamia qualora fosse venuto fuori che non si trattasse del vero Martin, mentre Arnaud si era impossessato dell'identità altrui. Nonostante ciò Bertrande e lo pseudo-Martin passarono tre anni in tranquillità, e dall'unione nacquero anche due bambine, delle quali però una sola sopravvisse.

#### Il litigio con Pierre Guerre
Mentre il "falso" Martin riprese gli affari di famiglia, diventando di fatto un mercante rurale, arrivò a scontrarsi duramente con lo zio Pierre. Inizialmente furono alcune iniziative, apparse allo zio come contrarie alla consuetudine basca, che lo fecero insospettire; ma fu la richiesta di rendere l'inventario dei beni, che tra il 1558 e il 1559 fu portata davanti al giudice di Rieux, che venne vista da Pierre come oltraggiosa. Ciò scatenò una furiosa lite interna alla famiglia, e Pierre iniziò a credere che il "nuovo" Martin fosse in realtà un impostore; sua moglie, la madre di Bertrande, lo appoggiò, ma non le sorelle di Martin. Il conflitto arrivò a dividere l'intero villaggio, con Pierre che accumulava indizi sulla colpevolezza dell'impostore, e quest'ultimo che cercava di difendersi, sostenuto dalla moglie.
Il diverbio si aggravò fino al punto che Pierre e i suoi generi arrivarono ad aggredire il nuovo Martin a randellate; solo l'intervento di Bertrande, che arrivò a proteggerlo col proprio corpo frapponendosi a Pierre, evitò l'omicidio.
Tuttavia, nel giro di poco tempo la situazione per il falso Martin andò peggiorando. Tra l'estate e l'autunno del 1559 un soldato di passaggio, che aveva combattuto nelle Fiandre, lo segnalò come impostore davanti a testimoni, dato che sapeva che il vero Martin aveva perso una gamba nella battaglia di San Quintino. Successivamente, prese fuoco una cascina di proprietà di Jean d'Escornebeuf, signore di Lanoux; nonostante non ci fossero prove certe al riguardo, Martin, diventato "pietra dello scandalo", venne accusato di incendio doloso. Il "falso" Martin venne dunque tradotto in carcere dal siniscalco di Tolosa, sulla base delle accuse di Escornebeuf, probabilmente sostenuto da Pierre Guerre.

### Il processo di Rieux
Mentre Martin era in galera a Tolosa, Pierre Guerre riuscì a scoprire la reale identità dell'impostore: Arnaud du Tilh detto "Pansette", contadino di Sajas dalla cattiva reputazione. Giunto a un punto decisivo, si presentò al giudice di Rieux dove chiese di aprire un'istruttoria su Martin/Arnaud, peraltro a nome di Bertrande du Rols, facendosi passare quale suo procuratore. Il nuovo Martin venne dichiarato assolto, e nel gennaio del 1560 tornò ad Artigat; qui venne accolto dalla moglie, ma il mattino dopo Pierre e i suoi generi lo arrestarono e lo condussero a Rieux.
Mentre il falso Martin era nuovamente in carcere, la madre e il patrigno di Bertrande cercarono di convincerla a intentare causa insieme a loro, minacciandola persino di cacciarla di casa se non avesse fatto altrimenti. Bertrande, isolata, fu costretta a sottoscrivere la causa e si costituì parte civile.
L'accusa mossa a Martin/Arnaud era di "falso per sostituzione di nome e di persona a scopo fraudolento", considerato un crimine piuttosto grave nella Francia dell'epoca, e l'imputato poteva essere condannato a pene corporali se non a quella capitale. Nonostante ciò non era affatto facile stabilire l'identità di un uomo coi mezzi dell'epoca, e ciò rese il processo piuttosto articolato. Innanzitutto furono raccolte le deposizioni dei testi della parte civile; dopo che il procuratore del re ebbe formulato il suo parere in base agli atti raccolti, il giudice aprì le udienze a Rieux.
Il giudice ascoltò l'imputato, seguito da Bertrande; siccome venne fuori che quest'ultima era stata costretta a sporgere denuncia contro la sua volontà, fu ordinato l'allontanamento dalla casa di Pierre Guerre. Dopo la verifica delle deposizioni, l'imputato era tenuto a obiettare a ciascun teste; Arnaud, dotato di una sorprendente abilità di linguaggio, riuscì a confutare le testimonianze a suo sfavore e a confermare invece ciò che aveva detto in udienza. Dato che il risultato era insoddisfacente e non poteva essere risolutivo per il caso, il procuratore del re convocò i testi a discarico dell'imputato, tramite ordinanze lette in tutta la zona da Sajas ad Artigat. Si presentarono così centocinquanta testimoni provenienti dal raggio di due diocesi.
Nemmeno queste testimonianze però furono risolutorie: la gente era divisa tra chi riconosceva in quell'uomo Martin Guerre, coloro che invece affermavano essere Arnaud du Tilh, mentre una sessantina di persone si rifiutarono di esprimersi in un senso o nell'altro. Era difficile giungere a una sentenza: le versioni di Bertrande e Martin coincidevano, così come molte testimonianze andavano a favore dell'imputato; quest'ultimo inoltre riuscì a fare leva sull'odio di Pierre nei suoi confronti. A poco servì la perizia sulla rassomiglianza tra il sospetto Martin e i parenti, poiché era stato ritenuto somigliante sì alle sorelle ma non al figlioletto Sanxi, mentre non poteva eseguirsi una perizia calligrafica dato che mancavano documenti firmati da Martin prima della sua scomparsa.
Nonostante ciò, il giudice dichiarò l'imputato colpevole di aver usurpato il nome e la persona di Martin Guerre, nonché di aver abusato della fiducia di Bertrande de Rols. Ma se la parte civile chiese solamente la pubblica ammenda e il rimborso delle spese processuali (valutate in 2000 lire tornesi), il procuratore regio chiese la pena di morte; il giudice di Rieux dunque condannò l'imputato alla decapitazione e al successivo squartamento, se non che egli fece immediatamente ricorso al Parlamento di Tolosa.

### Il processo di appello

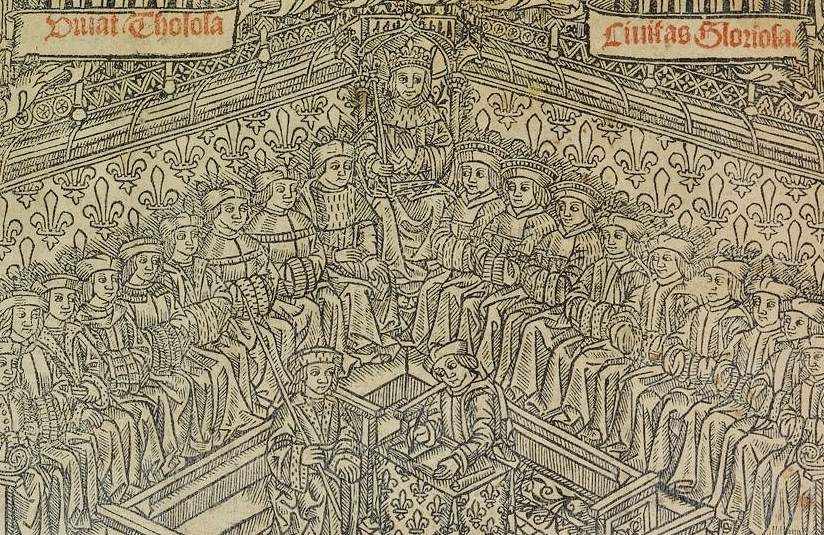
Incisione del 1515 raffigurante una seduta del Parlamento di Tolosa, fittiziamente presieduta dal re Francesco I di Francia

Il 30 aprile 1560 Martin/Arnaud era già detenuto in catene nella Conciergerie di Tolosa; nei primi di maggio, la camera criminale del Parlamento ascoltò Pierre Guerre e Bertrande de Rols, che successivamente furono messi a confronto con l'imputato. La prima decisione dei giudici fu quella di imprigionare anche Pierre e Bertrande, dopodiché ricominciò davanti alla nuova corte tutta la rievocazione delle vicende di Martin Guerre, prima da parte dei diretti interessati, e poi ascoltando i diversi testimoni. Jean de Coras, incaricato dalla camera di stendere la relazione giudiziaria, si ritrovò di fronte una situazione spinosa. Le deposizioni di Bertrande e di Martin/Arnaud coincidevano, e sulla prima ricadeva anche il dubbio che fosse subornata a Pierre; le testimonianze aggiuntive erano divise alla stessa maniera che nel processo di Rieux. Nella versione di Martin/Arnaud non emergevano contraddizioni, e quest'ultimo riuscì a persuadere i giudici di essere vittima dell'odio di Pierre Guerre.
Proprio quando il tribunale stava per chiudere il processo, verso la fine di luglio giunse a Tolosa un uomo con una gamba di legno, che di fronte al Parlamento sostenne di essere il vero Martin Guerre. Non è chiaro perché Martin decise di tornare; la sua comparsa però dovette far riaprire le udienze. I giudici ascoltarono nuovamente le versioni dell'imputato e quelle del nuovo arrivato, e nonostante quest'ultimo ricordasse meno bene certi particolari, sostanzialmente le descrizioni convergevano. Dopodiché vennero stabiliti altri confronti. L'uomo dalla gamba di legno quando fu portato davanti ai familiari venne riconosciuto da tutti come il vero Martin: prima da Pierre; dopodiché dalle sorelle; infine dalla stessa Bertrande, che si mise a piangere e gli chiese perdono.
Adesso il Parlamento aveva a disposizione le prove sufficienti per chiudere il processo. La Camera criminale concordò nel giudicare Arnaud du Tilh colpevole di "impostura, sostituzione di nome e di persona e adulterio; rimasero solamente da discutere i termini della pena. Non esistevano precedenti simili nella giurisprudenza francese, dato che non si trattava solamente di un'impostura fraudolenta, ma si aggiungeva come aggravante l'adulterio. Per l'imputato fu dunque decretata la pena di morte per impiccagione. Al tempo stesso Bertrande venne riconosciuta innocente in virtù del suo sesso, all'epoca considerato come debole; in tal modo la figlia venne riconosciuta come legittima, dato che Bertrande disse di essere convinta di stare col vero Martin Guerre all'atto della procreazione.
Pierre e Martin Guerre se la cavarono, non ricevendo condanne di sorta; l'11 settembre si tenne l'udienza finale, e il giorno successivo il presidente del Parlamento Jean de Mansecal lesse la sentenza definitiva in pubblico; in mezzo alla folla sembra che fosse presente anche il giovane Michel de Montaigne. Arnaud du Tilh fu costretto a fare pubblica ammenda davanti alla chiesa di Artigat quattro giorni più tardi, per poi essere giustiziato davanti alla dimora di Martin Guerre. Solo in quest'ultima ammenda l'impostore rivelò di essere Arnaud; chiese perdono e fece testamento, nominando erede universale la figlia Bernarde, che ricevette così in dote i beni posti nella diocesi di Lombez.

### Dopo il processo
Non ci sono date molte informazioni su Martin e Bertrande una volta chiusosi il processo. Martin Guerre è menzionato in alcuni atti, ma l'unico atto che getta luce sulla famiglia è la divisione dei beni tra i discendenti del defunto Martin, del 1594. Sanxi è già morto; troviamo però i suoi fratelli Pierre e Gaspard Guerre, avuti da Bertrande, e un figlio avuto da un'altra moglie, Pierre il giovane, nato verso il 1575. Le famiglie dei Guerre e dei Rols poi continuarono a essere in buoni rapporti, e ritroviamo alcuni membri per tutto il XVII secolo.

## Opere derivate dalla vicenda
La vicenda ebbe parecchio clamore nella Francia dell'epoca, e l'episodio venne ripreso e commentato, tra gli altri, anche da Michel de Montaigne. Per secoli poi è stato trattato assieme ad altri casi simili e ad Artigat è rimasto impresso nella memoria locale. Complessivamente, la storia ha ispirato un'opera teatrale, tre romanzi e un'operetta.
Già poco tempo dopo la chiusura del caso giudiziario vennero scritti due resoconti, diventati preziose fonti storiche sull'accaduto e sulla società francese dell'epoca. Esse sono quello dello stesso giudice Jean de Coras, steso tra il 1560 e il 1561, e l'Admiranda Historia di Guillaume Le Sueur. Il titolo completo dell'opera di Coras è Arrest Memorable, du Parlement de Tolose, Contenant une histoire prodigeuse, de nostre temps, avec cent belles, & doctes Annotations, de monsieur maistre Jean de Coras, Conseiller en ladite Cour, & rapporteur du proces. Prononcé es Arrestz Generaulx le XII Septembre MDLX.

## Interpretazioni storiche
Nel 1983, Natalie Zemon Davis, professoressa di storia all'Università di Princeton, pubblicò un dettagliato studio sul caso, nel libro Il ritorno di Martin Guerre. Un caso di doppia identità nella Francia del Cinquecento. Zemon Davis, nell'opera sostiene che Bertrande ha esplicitamente o silenziosamente accettato l'impostore perché necessitava di un marito per migliorare la propria posizione nella società del tempo, venendo anche trattata bene da quest'ultimo. Zemon Davis notò delle prove a favore della sua teoria secondo cui risulterebbe impossibile che la donna avesse scambiato uno sconosciuto per suo marito, come il supporto di Bertrande nei confronti di Arnaud fino e parzialmente durante il processo e la storia intima condivisa, preparata probabilmente in precedenza.
Lo storico Robert Finlay ha criticato le conclusioni della Davis, sostenendo che Bertrande fosse stata ingannata (come la maggior parte dei suoi contemporanei credeva, compresi i giudici) dopo la lunga assenza del marito. Finlay pensa che la Davis abbia dato una lettura in chiave moderna delle esigenze e delle scelte della donna. Finlay indica l'improbabilità di Bertrande in un coinvolgimento attivo nella truffa, dato che avrebbe rischiato accuse pesanti come quella di adulterio. Davis rispose alle argomentazioni di Finlay nell'articolo On the Lame, nello stesso numero di The American Historical Review del giugno 1988.
Nel medesimo lavoro, Zemon Davis collegò il rapporto che nacque fra Bertrande e il falso Martin alla diffusione del protestantesimo in Francia, come risvolto di nuove idee alle quali potevano essersi avvicinati.